# Zajezdnia Komunalnego Przedsiębiorstwa Komunikacyjnego w Białymstoku
Zajezdnia KPK Białystok – zajezdnia położona przy ul. Składowej 7 w Białymstoku należąca do KPK Białystok.